# Giovanni Plana
Giovanni Antonio Amedeo Plana, född den 6 november 1781 i Voghera, död den 20 januari 1864 i Turin, var en italiensk astronom, fysiker och matematiker.
Plana blev 1803 professor vid artilleriskolan i Alessandria, 1811 professor i astronomi vid universitetet i Turin och 1813 direktor för därvarande observatorium. Han tilldelades Lalandepriset 1828, Copleymedaljen 1834 och Royal Astronomical Societys guldmedalj 1840. Plana utgav en mycket stor mängd arbeten inom matematiken, den matematiska astronomin och fysiken. Mest berömt bland dessa är hans Théorie du mouvement de la Lune (3 band, 1832).